# Mahászánghika

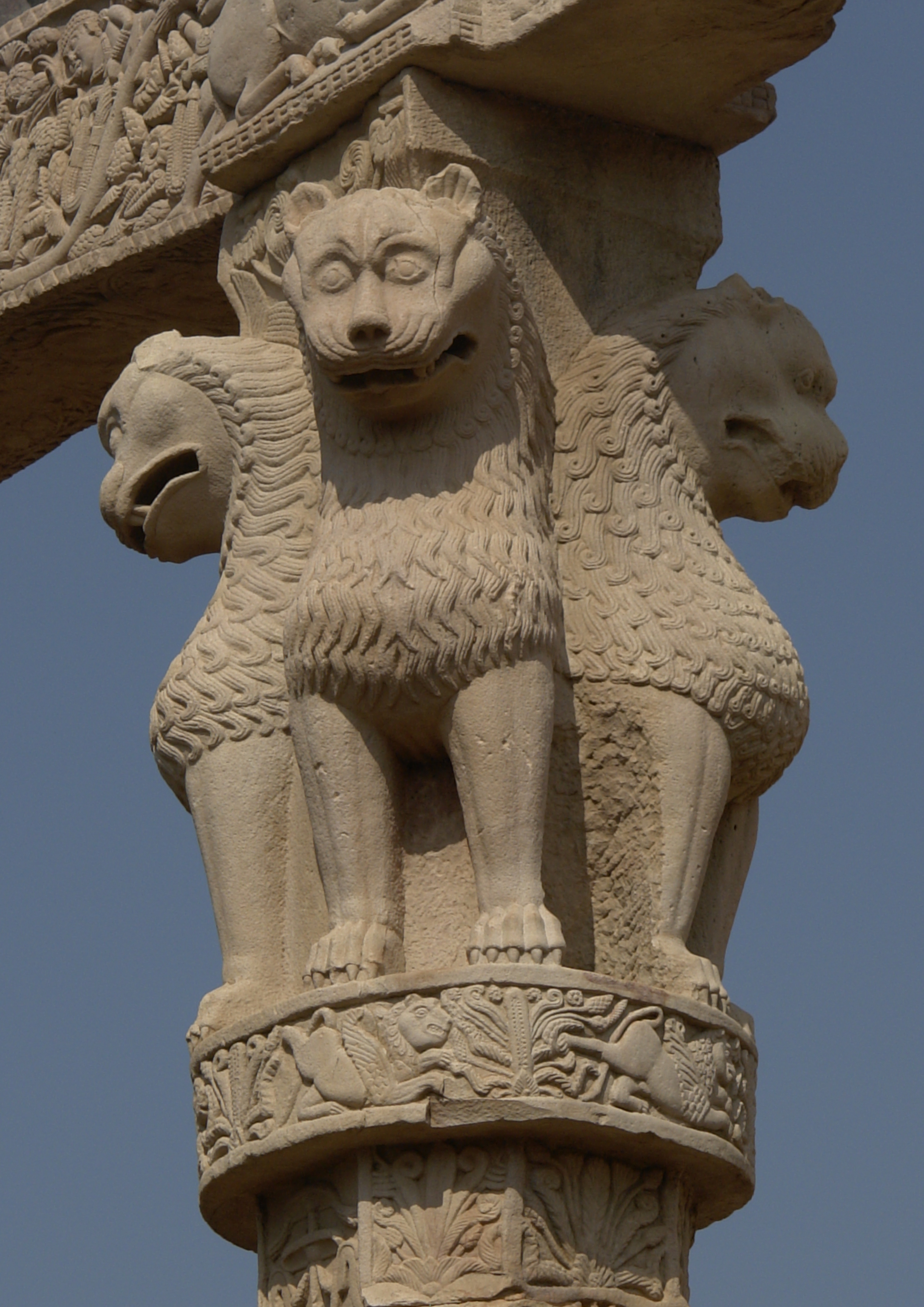
Oroszlánok a száncsi buddhista emlékek között - itt volt a Csaitika iskola korábbi központja.

A mahászánghika (szanszkrit: महासांघिक mahāsāṃghika; kínai: 大眾部; pinjin: Dàzhòng Bù, magyar jelentése: a "Nagy Szangha") az ősi India egyik korai buddhista iskolája volt. Ez az iskola kiemelte a történelmi Buddha emberfeletti képességeit (még születése előtt bejárta a tíz bhúmi szintet) és lecsökkentette az arhatok tekintélyét.
Egyfelől azért érdeklődnek sokan a mahászánghika iskola eredete után, mert a vinaja létező hét változata közül az egyik ehhez az iskolához kapcsolódik, valamint több tudós szerint a mahászanghika irányzat a mahájána irányzat előfutárának tekinthető.
A mahászanghika iskola később több irányzatra bomlott szét.

## Földrajzi elhelyezkedés
A mahászánghika irányzat eredeti központja az ősi indiai Magadha királyságban volt, illetve fontos központjai voltak Mathura és Karli városokban. A mahászánghika alá tartozó kukkutika buddhista iskola a kelet-indiai Váránaszi környékén, az ekavjávahárika és a lokottaraváda irányzatok Pesavar közelében, a bahusrutíja pedig Kosala mellett tartottak fenn központot az i.e. 200 környékén.
Az ugyancsak a mahászanghika iskola alá tartozó csaitika irányzat az Ándhra régióban és Amarávatiban székelt. A csaitikából több iskola indult ki: púrvasaila, aparasaila, rádzsagirika és sziddhárthika. Madhjadesza adott otthont a pradzsnaptiváda irányzatnak. A Krisna-völgy ősi helyszínei az i.e. 3. század környékén is már aktív buddhista közösségeknek adtak otthont.
Az azsantai, az ellórai és a karlai templombarlangokat is a mahászanghika iskoláival azonosítják össze.

## Eredete
A mahászanghika iskola eredetét a legtöbb forrás a második buddhista tanácskozás idejére teszi. Az egyes hagyományok tanácskozással kapcsolatos beszámolói ellentmondásosak, de egyetértenek abban, hogy ekkor történt a szangha nagy szétválása Szthaviraváda és a Mahászanghika iskolákra. Az okokat illetően nincs egyetértés.

### Nyelve
Buton Rinchen Drub tibeti történész szerint a mahászanghika iskolában a prákrit nyelvet használták. A szarvásztiváda a szanszkrit, a szthavriaváda iskola a paisácsi, a szammitíja iskola pedig az apabhramsa dialektust használta.

## Tanok

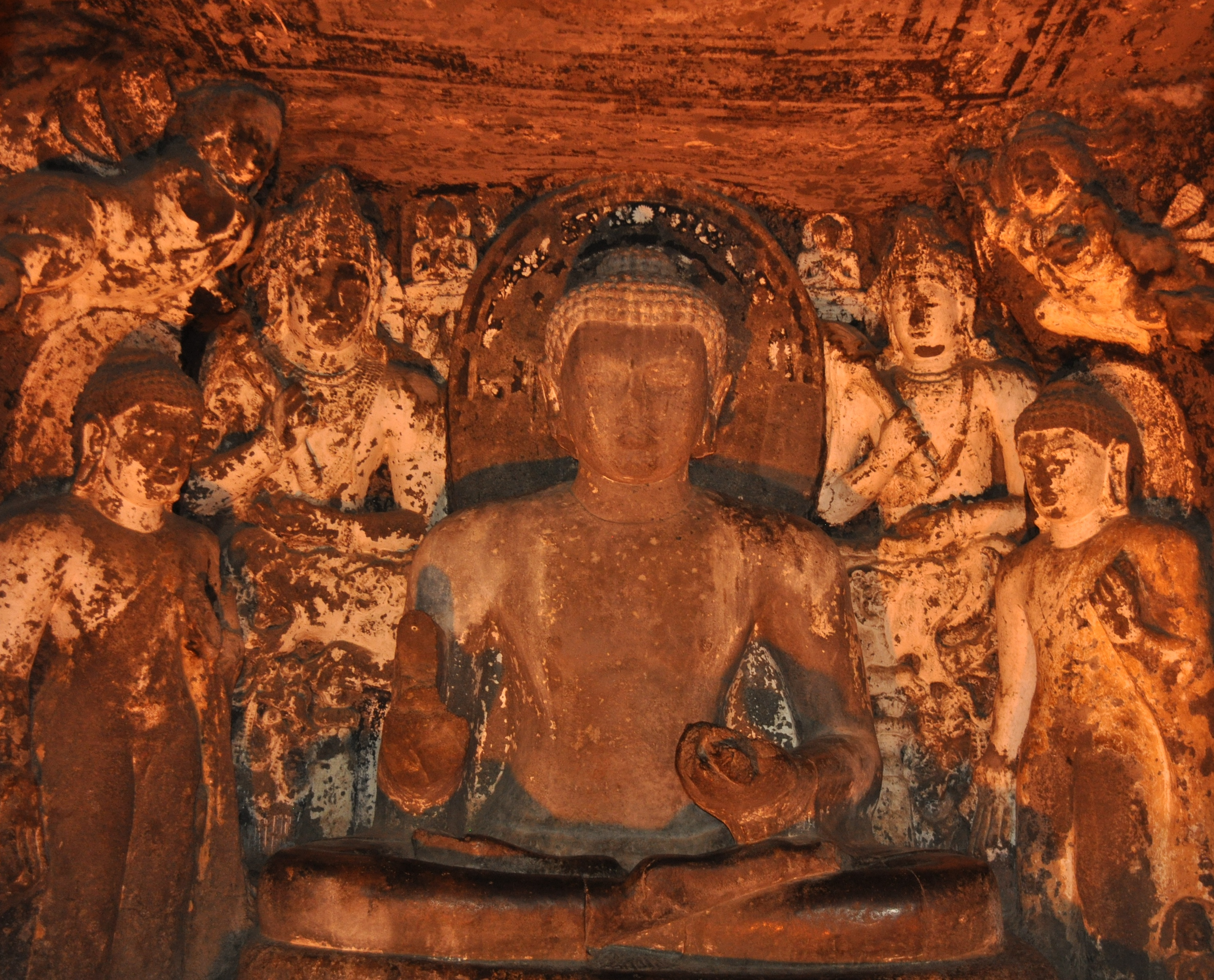
A Buddha körbevéve bodhiszattvákkal. Adzsantai barlangtemplomok, India.

A mahászanghika irányzat szerint Buddha tanításait kétféle szinten lehetett értelmezni - relatív vagy konvencionális, illetve abszolút vagy legvégső igazságként. A mahászanghika gyakorlói számára Buddha tanításainak abszolút értelme szavakkal leírhatatlan volt, ezért a szavakat csak a dharma konvencionális megnyilvánulásának tekintették. K. Venkata Ramanan writes:
A buddhák és a bodhiszattvák természetfeletti képességeit hirdették és az arhatok esendőségét. 
A mahájána hagyományhoz hasonlóan a mahászanghika hívei is úgy tartották, hogy egy korban egyszerre több buddha is létezhet ("a tíz irányban").

### Kézirat-gyűjtemények
Történészek feltárták annak az Afganisztán területén található egykori mahászanghika-lokottaraváda kolostornak a romjait, amelyet egy Hszüan-cang nevű kínai buddhista szerzetes meglátogatott a 7. században. Birsfakéregre és pálmalevélre írt kéziratokat találtak, közöttük mahájána szútrákat is, amelyek ma a Schoyen-gyűjtemény részét képezik. Egyes kéziratokat gandhárai és kharosti nyelven írták, de voltak közöttük szanszkrit és gupta nyelvű írások is. Az ebből a kolostorból származó kéziratok és töredékek a következő műveket tartalmazták:
- Prátimoksa vibhanga (MS 2382/269)
- Maháparinirvána-szútra, szútra az Ágamákból (MS 2179/44)
- Csamgí-szútra, szútra az Ágamákból (MS 2376)
- Vadzsraccsediká pradzsnápáramitá-szútra, mahájána szútra (MS 2385)
- Bhaiszadzsjaguru-szútra, mahájána szútra (MS 2385)
- Srímáládeví-szútra, mahájána szútra (MS 2378)
- Pravárana-szútra, mahájána szútra (MS 2378)
- Szarvadharmapravrttinirdesa-szútra, mahájána szútra (MS 2378)
- Adzsátasatrukaukrtjavinodana-szútra, mahájána szútra (MS 2378)
- Sáriputra Abhidharma-szútra (MS 2375/08)

### Abhidharma
Egyes források szerint a mahászanghika iskola nem fogadta el az abhidharmát kanonikus szövegként. A théraváda-féle Dípavamsza például azt írja, hogy a mahászanghika irányzatban nem volt abhidharma. Más források szerint viszont voltak ilyen gyűjtemények. Az 5. század elején a kínai Fa-hszien állítólag talált egy mahászanghika abhidharmát egy kolostorban Pátaliputra közelében. Később egy másik kínai buddhista zarándok útja során találkozott két mahászanghika bhikkhuval (buddhista szerzetes), akikkel hónapokon át tanulmányozták a mahászanghika abhidharmát és egyéb mahájána sasztrával (szanszkrit, jelentése szabály).

## Bibliográfia
- "Arya-Mahasamghika-Lokuttaravadin Bhiksuni-Vinaya"; Szerkesztő: Gustav Roth, 1970.
- Mahasamghika and Mahasamghika-Lokuttaravadin Vinaják kínai fordításai; CBETA Taisó digitális kiadás.
- "The Earliest Vinaya and the Beginnings of Buddhist Literature"; Frauwallner, Serie Orientale Roma, 8. Rome: Istituto Italiano per il Medio ed Estremo Oriente.
- "Vinaya-Matrka — Mother of the Monastic Codes, or Just Another Set of Lists? A Response to Frauwallner's Handling of the Mahasamghika Vinaya"; Shayne Clarke. Indo-Iranian Journal 47: 77-120, 2004.
- "A Survey of Vinaya Literature"; Charles Prebish.  Taipei, Taiwan: Jin Luen Publishing House, 1994, 157 pages. Jelenlegi kiadó: Curzon Press.
- "The Fundamental Teachings of Early Buddhism: a comparative study based on the Sūtrāṅga portion of the Pali Saṃyutta-Nikāya and the Chinese Saṃyuktāgama",  Choong Mun-Keat, Wiesbaden : Harrassowitz, 2000.
- "History of Mindfulness"; Bhikkhu Sujato, Taipei, Taiwan: the Corporate Body of the Buddha Educational Foundation, 2006.
- "Buddhist Monastic Discipline: The Sanskrit Pratimoksa Sutras of the Mahasamghikas and Mulasarvastivadins"; Charles Prebish. University Park: The Pennsylvania State University Press, 1975, 156 pages. First Indian Edition, Delhi: Motilal Banarsidass, 1996.
- "Mahasamghika Origins: The Beginnings of Buddhist  Sectarianism"; Charles Prebish and Janice J. Nattier. History of Religions, 16, 3 (1977. február), 237-272.
- "The Pratimoksa Puzzle: Fact Versus Fantasy"; Charles Prebish. Journal of  the American Oriental Society, 94, 2 (1974. április-június), 168-176.
- "A Review of Scholarship on the Buddhist Councils"; Charles Prebish. Journal of Asian Studies, XXXIII, 2 (1974. február), 239-254.
- "Theories Concerning the Skandhaka: An Appraisal"; Charles Prebish Journal  of Asian Studies, XXXII, 4 (1973. augusztus), 669-678.
- "Saiksa-dharmas Revisited: Further Considerations of Mahasamghika Origins"; Charles Prebish. History of Religions, 35, 3 (1996. február), 258-270.